# Università nazionale navale ammiraglio Makarov

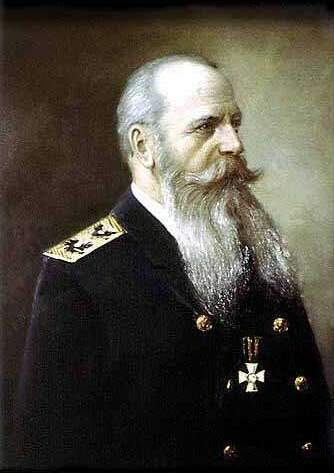
Ritratto di Stepan Makarov

L'Università nazionale navale ammiraglio Makarov (in ucraino Національний університет кораблебудування імені адмірала Макарова) è un istituto universitario dell'Ucraina per la formazione di tecnici e ingegneri specializzati nella cantieristica e industrie associate. Ha sede a Mykolajiv.
È intitolata all'ammiraglio Stepan Makarov, nato a Mykolajiv.

## Storia
Gli inizi dell'istituto risalgono al 1901, quando il ministro dell'istruzione dell'impero russo annunciò la fondazione della "Scuola tecnica industriale di Mykolaïv". L'insegnamento cominciò il 18 settembre 1902 con corsi di ingegneria navale, meccanica, impianti elettrici e costruzione di strade. Dopo tre anni di studi gli studenti che superavano gli esami ottenevano la qualifica di tecnico specializzato in costruzioni navali.
Il 18 settembre 1920 l'istituto ricevette lo status di Scuola Tecnica Superiore e i suoi laureati ottenevano il titolo di ingegnere. Si fa risalire a quell'anno la fondazione dell'istituto come vera e propria università. Nel 1926 la scuola fu riorganizzata e la durata del corso di studi fu portata a quattro anni. Furono installati laboratori per la metallurgia, la cantieristica, la chimica e la termodinamica. Nel 1929 l'istituto fu unito con la scuola tecnica notturna di Mykolaïv e prese il nome di "Istituto di costruzioni meccaniche di Mykolaïv". Nel 1930, in associazione con il Politecnico di Odessa, prese il nome di "Istituto di costruzioni navali di Mykolaïv".
Nel 1941, con l'entrata dell'Unione Sovietica nella seconda guerra mondiale, l'istituto aveva 94 insegnanti e circa 700 studenti. Circa 500 studenti, insegnanti e impiegati furono arruolati nell'Armata rossa e inviati al fronte. Altri furono incaricati di costruire strutture difensive. L'istituto fu evacuato, prima a Stalingrado, poi in parte ad Astrachan' e in parte a Prževal'sk, nella Repubblica Socialista Sovietica Kirghiza. Durante la guerra l'istituto mantenne 22 dipartimenti e addestrò 370 studenti. Il 1º ottobre 1944 l'istituto fu riaperto a Mykolaïv. Nel 1945, furono stanziati 36,5 milioni di rubli per un piano quinquennale di ristrutturazione e sviluppo.
Nel 1949 l'istituto fu intitolato all'ammiraglio e ingegnere Stepan Makarov, nativo di Mykolaïv. Nel 1955, oltre l'ottanta per cento degli insegnanti erano attivi nella ricerca. In settembre 1970 l'istituto fu premiato con l'Ordine della Bandiera rossa per meriti nella preparazione di ingegneri e tecnici per le costruzioni navali e per l'alto livello accademico raggiunto. In maggio 1971 fu aperto un nuovo edificio e iniziò la costruzione di un ostello che avrebbe dovuto ospitare 1295 studenti.
Nel 1994, per decisione del Consiglio dei Ministri dell'Ucraina, l'istituto prese il nome di "Università nazionale navale ammiraglio Makarov" e accreditata del più alto livello qualitativo (livello quattro), che gli diede lo status di Università. Il primo rettore è stato Serhij Serhijovyč Ryžkov, tuttora in carica.